# Acmadenia kiwanensis
Acmadenia kiwanensis är en vinruteväxtart som beskrevs av I. Williams. Acmadenia kiwanensis ingår i släktet Acmadenia och familjen vinruteväxter. Inga underarter finns listade i Catalogue of Life.